# .cheap
.cheap – internetowa domena najwyższego poziomu, przeznaczona dla serwisów związanych tematycznie z sklepami internetowymi, przecenami. Domena została zatwierdzona przez ICANN 14 listopada 2013 roku. Dodana do serwerów głównych w grudniu 2013 roku.